# بول هاس
بول هاس (بالإنجليزية: Paul Haas)‏ ثالث رؤساء برشلونة سويسري الجنسية من أصول ألمانية ، ترأس نادي برشلونة مدة 377 يوماً ، لا يُعتقد انه كان من المؤسسين الأوائل للنادي، واجه خلال فترة رئاستة للنادي صعوبات اقتصادية ، كان من أنصار كرة القدم في إقليم كاتالونيا.